# 廣幡憲
廣幡 憲（ひろはた けん、1911年2月21日 - 1948年10月9日）は、昭和時代に活動した日本の洋画家である。主に抽象画を描いた。残されている作品は少ない。

## 生涯

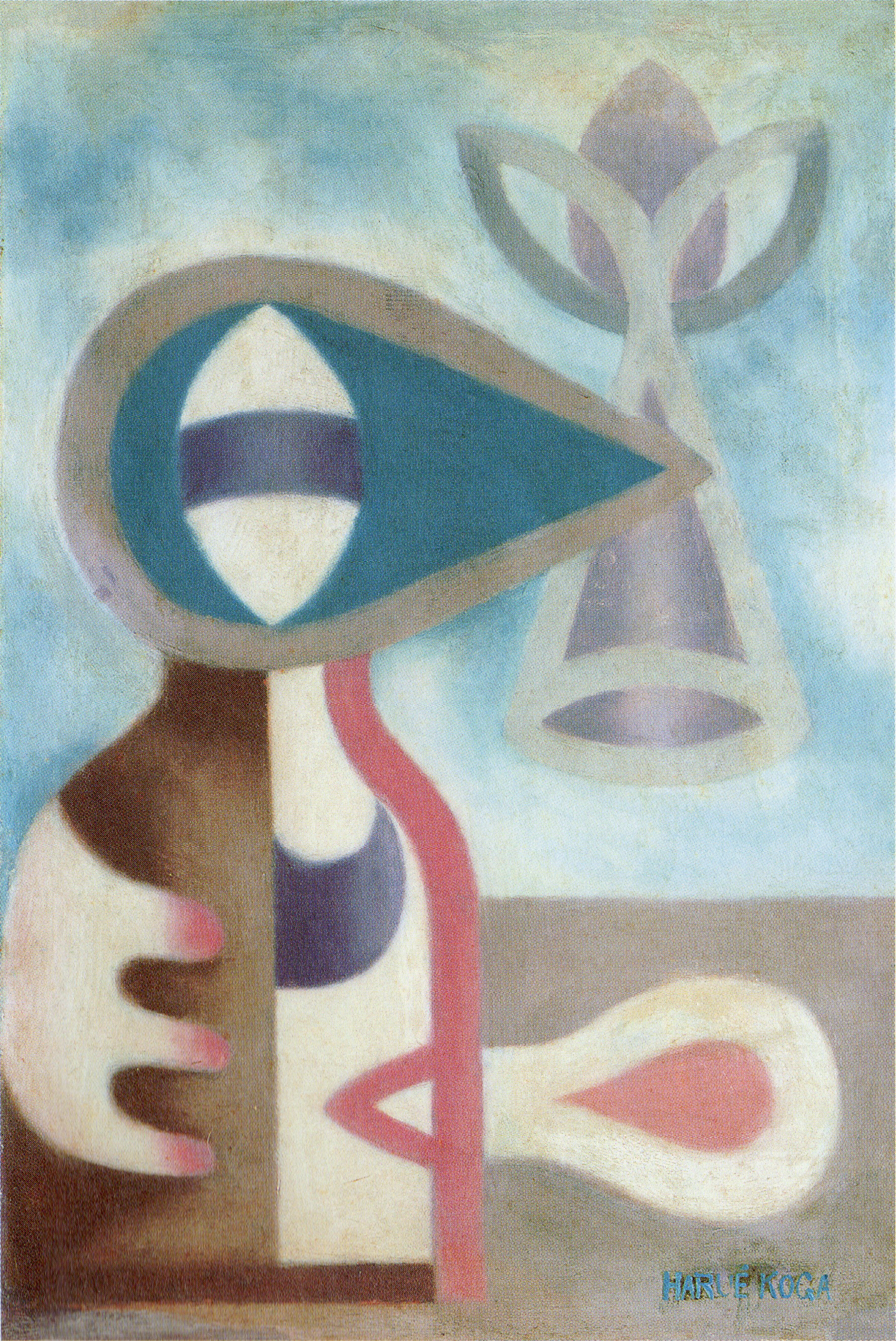
「ミルク」(1947-1948年頃)
宮城県美術館蔵

1911年（明治44年）2月21日、秋田県仙北郡中仙町字大清水（現・大仙市）に高橋幸之助、エシの二男として生まれた。本名は憲太郎である。4人兄弟である。
1918年（大正7年）に清水尋常小学校（現・大仙市立清水小学校）に入学、その後、小学2年の夏に養子話が持ち上がり、1919年（大正8年）9月19日、養子縁組の手続きがとられた。これは、母の妹で男鹿市脇本の本明寺に嫁いだ叔母のトヨに子がなかったためである。養父は廣幡耕道、憲太郎は養子に入ってから名前を憲導と改めた。
脇本尋常小学校三年に編入学され、1923年（大正12年）3月、脇本小尋常六年を卒業した。翌1924年（大正13年）、仙台市の栴檀中学（戦後、栴橿学園高等学校、1975年廃校。学校法人としては現在の東北福祉大学）に入学、ここで寮生活を送った。この学校は曹洞宗の僧の養成学校である。
卒業後の1930年（昭和5年）、養父の勧める仏教系の大学を断って日本大学英文科に入学した。この頃、近所に住む第三東京市立中学校（現・東京都立文京高等学校）の美術教師、風間直得に石膏デッサンを習い始め、美術に関心を示し始めた。その後、目白のプロレタリア美術研究所に通うようになる。その一方で、養父からの仕送りは途絶え、友人・知人の家を渡り歩いて生活するほど衣食にも困り、大学も2年で中退した。養家の方は、憲導が僧職につかないことから協議離縁し、1934年（昭和9年）9月に生家に復籍した。この少し前から、廣幡憲を名乗るようになっていた。
1935年(昭和10年)春には、見かねた兄が上京し、廣幡は生家に連れ戻された。
生家に戻ってからはすることがなく、家の周辺を散歩したりスケッチをしたりしていたが、成田忠久（教育指導雑『北方教育』主宰)が新聞を出す計画であることを知っていた長谷部哲郎（当時は清水尋常小学校勤務）から新聞記者になるよう勧められたので、秋田市に引越し「夕刊秋田」（日刊のタブロイド紙）の新聞記者として働くようになった。
この頃、平野弘の招きで鷹匠町に越してきた藤田嗣治を取材。藤田に感化されて、連日藤田の制作現場へ通うようになり、藤田の助手として道具運びや水汲みなどを手伝った。
1937年（昭和12年）の初め頃には「夕刊秋田」は廃刊同然であり、廣幡の記者としての生活も終わっていた。藤田が壁画「秋田の行事」の制作を終え秋田を去った後、廣幡は再度上京し、阿佐ヶ谷に間借りして絵の制作を始めた。
1937年（昭和12年）の二科展に「山小屋」が入選、この後間もなく東郷青児を訪ね、以後しばしば東郷のアトリエに通うようになった。ここで、東郷の弟子の1人だった神谷信子と出会う。
1938年（昭和13年）9月頃、当時23歳だった藤原当子（平鹿郡雄物川町沼館、藤原熊吉の三女）と結婚した。ただし、婚姻届を出したのはずっと遅く、太平洋戦争後の1946年（昭和21年）2月になってからである。
1939年（昭和14年）になって、二科会の中で前衛的な傾向の若い画家たちと共に二科内に九室会を作った。参加したのは、廣幡以外では、山口長男、斎藤義重、吉原治良、鷹山宇一、桂ユキ子、松本竣介、山本敬輔である。このうち山口、吉原らがリーダー格だった。その他、同年の絶対象派協会の結成にも参加した。
1941年（昭和16年）秋頃、建築デザイナーの水島政男と知り合い友人関係を結ぶようになった。
一方、この頃になると妻の当子とは別居して、神谷信子と愛人関係になり、神谷の自宅がある久我山で同棲していた。当子とは一男一女をもうけている。当子の方は、阿佐ヶ谷の自宅に住み、洋裁の内職で細々と生活していた。太平洋戦争中は、当子は一時期郷里の秋田に疎開したが、廣幡の方は、東郷青児が軽井沢に疎開したのを追って、終戦時まで東郷の書生のような生活をしていた。終戦後になって当子は上京してくるが、最後まで神谷信子との関係を断つ事はできなかった。
太平洋戦争後、再建された二科会の第1回展に、抽象画「ラ・ニユェ」「パンチュール」を出品して特賞を受け、二科会員に推挙された。更に1947年（昭和22年）には二科会無鑑査になった。
同年に自由美術協会に移籍し「白の作品A」「白の作品B」を出品した。
1948年（昭和23年）10月9日、自由美術の会合の後友人の水島政男と新橋付近で飲み歩き、東京駅で中央線の立川行きの終電車に乗ったが眠り込んでしまい、吉祥寺ではなく終着駅の立川まで乗り過ごしてしまった。久我山まで歩いて帰るところを、同駅構内で車庫に戻るためにバックしてきた電車に轢かれて事故死した。
法名は普明院草風一桐居士。生家に近い大清水墓地に埋葬されている。同年には日本橋柳屋画廊で、翌1949年（昭和24年）には北荘画廊で遺作展が開催された。